# Iuri Ritkheu
Iuri Serguéievitx Ritkheu (en alfabet ciríl·lic Ю́рий Серге́евич Рытхэ́у) (Uelen, 8 de març de 1930 – Sant Petersburg, 14 de maig de 2008) fou un escriptor txuktxi en llengua russa i en llengua txuktxi.
És autor, entre d'altres, de les novel·les El darrer xaman txuktxi i Unna.
El darrer xaman txuktxi, també conegut com La bíblia dels txuktxis, és una biografia novel·lada de l'avi de l'autor, el xaman Mletkin, precedida d'un recull de les tradicions i llegendes nacionals txuktxis.
Unna narra la història de la vida i la carrera política d'una nena txuktxi aculturada per l'escola russa durant l'època de la Unió Soviètica i vol denunciar l'aculturació i el tractament discriminatori de les minories ètniques per part del règim.